# علی سعید صقر
علی سعید صقر (انگلیسی: Ali Saeed Saqer؛ زادهٔ ۳۰ ژوئن ۱۹۸۹) یک بازیکن فوتبال است.